# Ad Heerkens
Adrianus Ludovicus Cornelis Donatus (Ad) Heerkens (Tilburg, 10 februari 1913 – Bunnik, 10 april 1985) was een Nederlands muziekpedagoog.
Hij was zoon van smid Cornelis Donatus Heerkens en Cornelia de Groot. Zelf huwde hij Mien (W.H.Th.J.) van Hooff.
Heerkens was van jongs af aan betrokken bij het onderwijs. Hij gaf les in Nederlands-Indië, onder andere aan de kweekschool in Bandung. Bij terugkomst in Nederland studeerde hij aan het Amsterdams Conservatorium. Daarna volgde het leraarschap aan diverse middelbare scholen in Nederland. Zijn ervaringen schreef hij neer in een aantal brochures onder de gezamenlijke titel Over schoolmuziek. Hij mengde diverse theorieën over het muziekles geven aan jongeren en ging daarbij steeds meer uit van het muziekgevoel van de leerlingen. Tot een Heerkensmethode kwam het niet; hij was voorstander van ludiek onderwijs (speels karakter binnen kunstzinnige activiteiten). Heerkens wendde zich tot de jazzmuziek (Jazz, een obstakel in opvoeding?) en werkte mee aan een radiocursus (Muziek voor jullie en mij). Hij gaf ook aandacht aan het muziek maken met weinig middelen, zelf proberen een muziekinstrument te maken (Muziekinstrumenten zelf maken, zelf bespelen; Cantecleer, 1974). Voorts publiceerde hij in onderwijsbladen, maar steeds in het belang van vooruitgang van muziekervaring bij jongeren. Van zijn hand kwam ook Muziek en ludiek in het participatieonderwijs werkende jongeren (1977).
Hij was als docent verbonden aan de "Akademie voor edukatieve arbeid De Kopse Hof". Geheel onomstreden was hij niet, conservatoria en muziekscholen ontsloegen hem weleens vanwege conflicten met directies. Hij zat evenwel in examen- en muziekcommissies (Commissie Modernisering Leerplan Muziek en Adviescommissie Leerplanontwikkeling).